# Álvaro Fillol
Pour les articles homonymes, voir Fillol.
Álvaro Fillol Durán, né le 4 décembre 1952 à Santiago, est un joueur de tennis professionnel chilien. Il a essentiellement brillé en double avec comme partenaire son frère Jaime.
Il est actuellement directeur du tournoi de Viña del Mar.

## Palmarès

### Titres en double messieurs
| No | Date       | Nom et lieu du tournoi                            | Catégorie       | Dotation  | Surface      | Partenaire     | Finalistes                     | Score         |  |
| -- | ---------- | ------------------------------------------------- | --------------- | --------- | ------------ | -------------- | ------------------------------ | ------------- |  |
| 1  | 24-04-1978 | Alan King/Caesars Palace Tennis Classic Las Vegas |                 | 250 000 $ | Dur (ext.)   | Jaime Fillol   | Bob Hewitt Raúl Ramírez        | 6-3, 7-6      |  |
| 2  | 20-11-1978 | Tournoi de tennis de Bogota Bogota                | GP World Series | 50 000 $  | Terre (ext.) | Jaime Fillol   | Hans Gildemeister Víctor Pecci | 6-4, 6-3      |  |
| 3  | 05-11-1979 | Tournoi de tennis de Quito Quito                  |                 | 50 000 $  | Terre (ext.) | Jaime Fillol   | Iván Molina Jairo Velasco      | 6-7, 6-3, 6-1 |  |
| 4  | 10-03-1980 | Friendship Cup San José (CR)                      |                 | 50 000 $  | Dur (ext.)   | Jaime Fillol   | Anand Amritraj Nick Saviano    | 6-2, 7-6      |  |
| 5  | 10-11-1980 | Tournoi de tennis de Bogota Bogota                | GP World Series | 50 000 $  | Terre (ext.) | Carlos Kirmayr | Andrés Gómez Ricardo Ycaza     | 6-4, 6-3      |  |

### Finales en double messieurs
| No | Date       | Nom et lieu du tournoi                    | Catégorie | Dotation  | Surface      | Vainqueurs                     | Partenaire   | Score            |  |
| -- | ---------- | ----------------------------------------- | --------- | --------- | ------------ | ------------------------------ | ------------ | ---------------- |  |
| 1  | 04-12-1978 | Chilean Open Santiago                     |           | 75 000 $  | Terre (ext.) | Hans Gildemeister Víctor Pecci | Jaime Fillol | 6-4, 6-3         |  |
| 2  | 26-11-1979 | Chilean Open Santiago                     |           | 50 000 $  | Terre (ext.) | José Higueras Jairo Velasco    | Jaime Fillol | Finale non jouée |  |
| 3  | 16-11-1981 | South American Championships Buenos Aires |           | 175 000 $ | Terre (ext.) | Marcos Hocevar João Soares     | Jaime Fillol | 7-6, 6-7, 6-4    |  |

## Résultats en Grand Chelem

### En simple
| Année | Open d'Australie | Open d'Australie | Roland-Garros | Roland-Garros    | Wimbledon | Wimbledon       | US Open  | US Open        |
| ----- | ---------------- | ---------------- | ------------- | ---------------- | --------- | --------------- | -------- | -------------- |
| 1975  | -                | -                | -             | -                | -         | -               | 2e tour  | Rod Laver      |
| 1976  | -                | -                | -             | -                | -         | -               | -        | -              |
| 1977  | -                | -                | -             | -                | -         | -               | 2e tour  | Mark Edmondson |
| 1978  | -                | -                | 1er tour      | Yannick Noah     | 1er tour  | Hank Pfister    | 1er tour | Steve Doherty  |
| 1979  | -                | -                | -             | -                | 1er tour  | Jan Norback     | -        | -              |
| 1980  | -                | -                | 1er tour      | Björn Borg       | 1er tour  | José Luis Clerc | -        | -              |
| 1981  | -                | -                | 2e tour       | José Luis Clerc  | -         | -               | -        | -              |
| 1982  | -                | -                | -             | -                | -         | -               | -        | -              |
| 1983  | -                | -                | -             | -                | -         | -               | -        | -              |
| 1984  | -                | -                | 1er tour      | Henrik Sundström | -         | -               | -        | -              |